# Alina de Brito
Alina de Brito (Rio de Janeiro, 29 de novembro de 1863 — 31 de julho de 1934) foi uma educadora brasileira e difusora do sistema Braille no Brasil.

## Vida
Alina nasceu em 29 de novembro de 1863, no Rio de Janeiro, onde fez o curso normal e formou-se em 1889. Aos 34 anos, em 1897, Alina começou a dirigir o Grupo Escolar Benjamin Constant, sendo transferida no ano seguinte para assumir a direção da Escola José de Alencar.
Em 1915, Alina ficou cega em decorrência do desenvolvimento de sua diabetes, o que a fez estudar o alfabeto Braille. Posteriormente, Alina também ficou surda, mas continuou trabalhando como professora, reformulando o ensino para cegos e escrevendo livros adaptados para o Braille, tornando-se muito importante para a difusão do sistema pelo Brasil.
Também foi defensora do acesso de mulheres ao Ensino Normal e precursora como professora profissional.

## Morte
Alina morreu aos 70 anos, em 31 de julho de 1934.

## Escola
Em sua homenagem foi batizada a Escola Municipal Alina de Brito, no bairro de Curicica, na Zona Oeste da cidade do Rio de Janeiro.